# Mariana Weissmann
Mariana Weissmann   (Buenos Aires, 17 de desembre de 1933) és una professora i investigadora de física argentina, coneguda per les seves aportacions pioneres al càlcul de les propietats dels materials.

## Trajectòria
Es va doctorar en Física en 1965 a la Universitat de Buenos Aires, i va realitzar un postgrau en el Califòrnia Institute of Technology. Va ser la primera argentina a rebre el premi L'Oréal-UNESCO a Dones en Ciència en 2003. També va rebre el Premi Konex en 2003 en Física.
Després que el 29 de juliol de 1966 professors de la Universitat de Buenos Aires fossin desallotjats per part de la Policia Federal sota ordres de Ongania, qui liderava la dictadura cívic-militar argentina anomenada "Revolució Argentina", en el que després es va denominar "Nit dels Bastons Llargs", va renunciar al seu càrrec en el departament de meteorologia i es va anar del país fins a 1972.
El seu tema de treball és l'estudi teòric i la simulació numèrica de les propietats de materials sòlids. Porta més de 120 articles publicats.
Els seus treballs en física computacional de la matèria condensada, sobre la formació del gel, van obrir la possibilitat de sembrar els núvols per provocar pluja. Es va interessar en les superfícies de silici, la seva interacció amb àtoms de carboni i també en molècules noves com els ful·lerens dopats.
Ha dirigit nombroses tesis doctorals i publicat més de 100 treballs de recerca en revistes especialitzades i mantingut convenis de cooperació amb col·legues de Xile, França i Espanya.
En 2003 va rebre a França el Premi L'Oréal Unesco per les dones en la ciència en la categoria Llatinoamèrica, guanyant entre 125 postulantes de més de 40 països i es va convertir així en la primera argentina a rebre-ho des de la seva creació, en 1998.
És investigadora superior en el CONICET, i treballa des de 1972 en la Comissió Nacional d'Energia Atòmica de l'Argentina. Des de 2001 és representant Argentina al Centre Llatinoamericà de la Física.

## Premis i reconeixements
- 2003ː Premi L'Oréal- Unesco Dones en la Ciència.[1][9]
- 2010ː UBA - Medalla del Bicentenario, sota el programa Portes del Bicentenario i el Ministeri de Cultura de la Ciutat de Buenos Aires.[10]